# Chlorophorus kanekoi
Chlorophorus kanekoi là một loài bọ cánh cứng trong họ Cerambycidae.